# George Girard
George Girard (* 7. Oktober 1930 in Jefferson Parish, Louisiana; † 18. Januar 1957 in New Orleans) war ein US-amerikanischer Trompeter und Sänger des New Orleans Jazz.
Girards kurze Karriere begann 1950, als er mit seinem Freund, dem Klarinettisten Pete Fountain, die „Basin Street Six“ gründete. Zuvor hatte er auf der Highschool Musikstunden bei Johnny Wiggs und wurde nach seinem Schulabschluss 1946 Profimusiker. Zunächst arbeitete er mit den Bands von Johnny Archer und Phil Zito, bis er mit Pete Fountain die The Basin Street Six mitbegründete. Die Band hatte regelmäßige Auftritte in L'Enfant's Restaurant in New Orleans und auch Fernsehauftritte bei der Station WWL. 1950 entstanden erste Plattenaufnahmen für das Label Circle Records, doch Girard war mit der Entwicklung der Band trotz ihres nationalen Erfolgs unzufrieden und löste sie 1954 auf, um dann seine eigene Formation zu bilden, die „George Girard & the New Orleans Five“, in der auch der Schlagzeuger Arthur „Monk“ Hazel spielte. Girard trat mit ihr im Club Famous Door im French Quarter auf und nahm Schallplatten für verschiedene Label auf; wöchentlich hatte er eine Sendung auf CBS. Girard erkrankte an Krebs und musste seine Karriere 1956 beenden. Girard starb Anfang 1957 in New Orleans.
Scott Yanow zählt Girard zu den besten New-Orleans-Trompetern der 1950er Jahre, der am Beginn einer hoffnungsvollen Karriere starb. Die Autoren Richard Cook und Brian Morton sehen Girard stilistisch in der Nähe von Red Allen.

## Diskographische Hinweise
- Basin Street Six: The Complete Circle Recordings  (GHB, 1950)
- Jack Delaney and George Girard in New Orleans (Southland, 1954)
- George Girard (Storyville Records, 1954–56)